# Shu Kameshima
Shu Kameshima (亀島 周 Kameshima Shu?, nacido el 21 de abril de 1993 en Hiroshima) es un futbolista japonés que se desempeña como defensa.

## Trayectoria

### Clubes
| Club            | País  | Año         |
| --------------- | ----- | ----------- |
| Gainare Tottori | Japón | 2016 - 2017 |

## Estadística de carrera

### J. League
| Club            | Año   | J. League | J. League | Copa J. League | Copa J. League | Total | Total |
| Club            | Año   | Part.     | Goles     | Part.          | Goles          | Part. | Goles |
| --------------- | ----- | --------- | --------- | -------------- | -------------- | ----- | ----- |
| Gainare Tottori | 2016  | 19        | 0         | -              | -              | 19    | 0     |
| Gainare Tottori | 2017  | 5         | 0         | -              | -              | 5     | 0     |
| Total           | Total | 24        | 0         | 0              | 0              | 24    | 0     |